# Махзуна
Махзуна (настоящее имя Мехрибан мулла Башман кизи, р. в Коканде в 1811) — узбекская поэтесса XIX века, классик кокандской женской поэзии.

## Биография
Годы активности приходятся на первую половину XIX столетия. Состояла в поэтической переписке с поэтом Фазли, который восторженно отзывался о качестве её стихов. В его же сборнике 1821 года «Собрание поэтов» содержатся те немногие газели Махзуны, которые дошли до нас. Есть сведения и о существовании её дивана, но он пока не найден. По некоторым сведениям, поэтесса будучи дочерью имама была несчастлива в браке, а с Фазли даже состязалась в стихосложении публично. Дата её смерти неизвестна.